# Chamaemyia triorbiseta
Chamaemyia triorbiseta är en tvåvingeart som beskrevs av Beschovski och Tanassijtchuk 1990. Chamaemyia triorbiseta ingår i släktet Chamaemyia och familjen markflugor. Inga underarter finns listade i Catalogue of Life.